# Can-Am Cup 1977
La Can-Am Cup 1977 fu la 7ª edizione della manifestazione organizzata dalla Federazione Internazionale Sci, l'ultima con tale denominazione (in seguito è stata chiamata Nor-Am Cup).
In campo maschile il canadese Raymond Pratte si aggiudicò la classifica generale; il suo connazionale Robin McLeish vinse quella di discesa libera, gli statunitensi Phil Mahre e Mike Durtschi rispettivamente quella di slalom gigante e quella di slalom speciale. Lo statunitense Eric Wilson era il detentore uscente della Coppa generale.
In campo femminile la statunitense Heidi Preuss si aggiudicò sia la classifica generale, sia quelle di slalom gigante e di slalom speciale; la sua connazionale Gail Blackburn vinse quella di discesa libera. La statunitense Viki Fleckenstein era la detentrice uscente della Coppa generale.

## Uomini

### Classifiche

#### Generale
| Pos. | Nome           | Nazione |
| ---- | -------------- | ------- |
| 1    | Raymond Pratte | Canada  |
| 2    | ?              | ?       |
| 3    | ?              | ?       |

#### Discesa libera
| Pos. | Nome          | Nazione |
| ---- | ------------- | ------- |
| 1    | Robin McLeish | Canada  |
| 2    | ?             | ?       |
| 3    | ?             | ?       |

#### Slalom gigante
| Pos. | Nome       | Nazione     |
| ---- | ---------- | ----------- |
| 1    | Phil Mahre | Stati Uniti |
| 2    | ?          | ?           |
| 3    | ?          | ?           |

#### Slalom speciale
| Pos. | Nome          | Nazione     |
| ---- | ------------- | ----------- |
| 1    | Mike Durtschi | Stati Uniti |
| 2    | ?             | ?           |
| 3    | ?             | ?           |

## Donne

### Classifiche

#### Generale
| Pos. | Nome           | Nazione     |
| ---- | -------------- | ----------- |
| 1    | Heidi Preuss   | Stati Uniti |
| 2    |                |             |
| 3    |                |             |
| 4    | Vanita Haining | Canada      |

#### Discesa libera
| Pos. | Nome           | Nazione     |
| ---- | -------------- | ----------- |
| 1    | Gail Blackburn | Stati Uniti |
| 2    | ?              | ?           |
| 3    | ?              | ?           |

#### Slalom gigante
| Pos. | Nome         | Nazione     |
| ---- | ------------ | ----------- |
| 1    | Heidi Preuss | Stati Uniti |
| 2    | ?            | ?           |
| 3    | ?            | ?           |

#### Slalom speciale
| Pos. | Nome         | Nazione     |
| ---- | ------------ | ----------- |
| 1    | Heidi Preuss | Stati Uniti |
| 2    | ?            | ?           |
| 3    | ?            | ?           |